# João Louro
João Louro (Lisboa, 13 de novembro 1963) é um artista plástico português.
Estudou Arquitetura na Universidade de Lisboa e Pintura na Escola de Arte e Comunicação ARCO. O seu percurso artístico inicia-se na década de noventa. Começa pela pintura, mas cedo alarga a sua atividade à utilização de outros meios, como a fotografia, a escultura e a instalação, transformando essa diversidade numa característica interna do seu trabalho.
Representa Portugal na Bienal de Veneza em 2015.

## Obra
Descendente da arte conceptual e minimal, com uma atenção especial às vanguardas do início do século XX, a sua obra traça uma topografia do tempo, com referências pessoais, mas sobretudo, geracionais. Um dos principais objectivos da sua obra é a reorganização do universo visual. O outro assunto prioritário é a linguagem, nas suas potencialidades e aspectos. “João Louro viaja incessantemente sobre estes dois grandes corpos de trabalho que nunca se aproximam de qualquer fim entre si – Imagem / Linguagem. Ainda assim estão destinados ao permanente confronto na obra. O primeiro grande tema, relacionado com a Imagem, tem a sua origem no excesso”. João Louro dedica-se a questionar o seu poder, testar os seus limites e provocar perturbações na aparente estabilidade do sentido que cada representação visual possui. É neste processo que a utilização da Linguagem se torna incontornável e o artista “justapõem palavras e imagens e cria novos sentidos e novas experiências”. Dentro deste segundo grande tema, a Linguagem, o artista inclui a linguagem propriamente dita, a tradução, os escritores, os livros e a poesia. O seu trabalho assume-se como “um dispositivo estratégico de mediação critica do real, explorando com insistência o excesso e o poder da imagem e da palavra escrita nas sociedades ocidentais”. A sua obra pretende, ao mesmo tempo, interromper o paradigma romântico, dando protagonismo ao papel do espectador. O espectador é a figura chave para concluir a obra de arte, uma vez que, para João Louro, o valor da obra de arte surge do vínculo que se estabelece entre a obra e espectador.

## Exposições
Em 2005, participou na exposição "Experiência da Arte", no Pavilhão Itália, na 51ª Bienal de Veneza, com curadoria de Maria de Corral. Também em 2005, participou no projeto "Insite 05 - Art Practises in Public Domain", em S. Diego (EUA)/Tijuana (México). Do seu vasto curriculo de exposições individuais em Portugal e no estrangeiro podem destacar-se: "Runaway Car Crashed #2", Museu de Serralves no Porto (1999); "La Pensée et l'Erreur", Fundació Joan Miró em Barcelona (2000); "Blind Runner", Centro Cultural de Belém em Lisboa (2004/2005); "LA Confidential", Christopher Grimes Gallery em Santa Monica (2007); "The Great Houdini", Centro de Arte Contemporânea de Bragança (2010), "My Dark Places", MACRO - Museu de Arte Contemporânea de Roma (2010); "I Will Be Your Mirror - Poems and Problems", Bienal de Veneza (2015) e "Smuggling", MACE - Museu de Arte Contemporânea de Elvas (2015).